# Armenië op het Junior Eurovisiesongfestival 2013
Armenië nam deel aan het Junior Eurovisiesongfestival 2013, dat gehouden werd in Kiev. Het was de zevende deelname van het land op het Junior Eurovisiesongfestival. ARMTV was verantwoordelijk voor de Armeense bijdrage voor de editie van 2013. Monica Avanesian mocht Armenië vertegenwoordigen tijdens de internationale finale op 30 november 2013 in Oekraïne met haar liedje Choco Fabric.

## Selectieprocedure
Op 27 september werd de Armeense nationale finale gehouden. Deze werd gewonnen door Monica Avanesian met haar lied Choco Fabric. Er namen in totaal twaalf kandidaten deel aan de Armeense preselectie. Een terugkerende artiest was de zanger van Happy Day. Die deed het voorgaande jaar mee met de Compass Band en won ook. Maar hij was te jong en mocht toen niet naar de internationale finale in Amsterdam.

## Nationale finale
| Volgorde | Artiest                         | Lied             |
| -------- | ------------------------------- | ---------------- |
| 1        | Michael Simonian                | Otar Mi Vairum   |
| 2        | Milena Ghazarian                | Antsanot Ashkhar |
| 3        | Mary Vardanian                  | Ergn Im Ays      |
| 4        | Roza Kostandian                 | Gitem            |
| 5        | Karen Oughurian                 | Ynkerner Enq     |
| 6        | David Vardanian & Erna Mirzoian | Lusavorakan      |
| 7        | Karen Ohanian                   | Share And Like   |
| 8        | Gaiane Ghazarian                | We Are Young     |
| 9        | Happy Day                       | Happy Day        |
| 10       | Petros Ghazarian                | Du-Du            |
| 11       | Karapet Karapetian              | Miracles         |
| 12       | Monica Avanesian                | Choco Fabric     |

## In Kiev
Armenië trad als derde land op en eindigde op de 6de plaats op 12 deelnemers.